# 미스 유니버스 베트남

미스 유니버스 베트남(영어: Miss Universe Vietnam, 베트남어: Hoa hậu Hoàn Vũ Việt Nam)은 베트남의 미인 대회이다. 미스 유니버스의 베트남 대표를 선발하는 목적으로 한다.

## 역대 우승자
| 연도   | 우승자                                  | 나이 | 어워드                                                |
| 2008년 | 응우옌 튀 럼 (Nguyễn Thùy Lâm) 타이빈성 | 21   | 미스 탈렌트 피플스 초이스 어워드 베스트 인터뷰 어워드 |
| 2015년 | 팜 흐엉 (Phạm Hương) 하이퐁시           | 24   | 베스트 스윔수트 어워드                                |
| 2017년 | 흐 핸 니에 (H'Hen Niê) 닥락성           | 25   | 베스트 스윔수트 어워드                                |
| 2019년 | 응우옌 쩐 카인 번 (Khánh Vân) 호찌민시  | 24   | 미스 아오자이 베스트 캣워크 어워드                    |

## 성/도시별 역대 우승 횟수
| 성/도시  | 타이틀 | 우승연도 |
| -------- | ------ | -------- |
| 타이빈성 | 1      | 2008년   |
| 하이퐁시 | 1      | 2015년   |
| 닥락성   | 1      | 2017년   |
| 호찌민시 | 1      | 2019년   |

## 미스 유니버스 베트남 목록
미스 유니버스 베트남 대회는 2년마다 개최된다. 대회가 아직 개최되지 않은 해에, 이전 대회의 높은 순위에 도달 한 사람들 중 하나는 미스 유니버스에서 베트남 대표로 참가한다.
- : 우승자로 선언
- : 파이널리스트
- : 세미파이널리스트
- : 높은 순위에 도달하지 못했지만 특별 상을 어워드하였다

| 연도   | 성/시      | 미스 유니버스 베트남                        | 미스 유니버스 베트남 대회에 순위 | 수상            | 어워드                                               |
| 2021년 | 껀터시     | 응우옌 후잉 낌 주옌(Nguyễn Huỳnh Kim Duyên) | 1위 (2019년)                     |                 |                                                      |
| 2020년 | 타이빈성   | 응우옌 쩐 칸 반 (Nguyễn Trần Khánh Vân)     | 우승자 (2019)                    | Top 21          | 팬 투표 우승자(Winner of fan vote)                   |
| 2019년 | 타인호아성 | 호앙 투이 (Hoàng Thùy)                      | 2위 (2017년)                     | Top 20          |                                                      |
| 2018년 | 닥락성     | 흐 핸 니에 (H'Hen Niê)                      | 우승자 (2017)                    | Top 5           | 베스트 내셔널 코스튬(Best National Costume) (Top 5)  |
| 2017년 | 타이빈성   | 로안 응우옌 (Loan Nguyễn)                   | 4위 (2015년)                     | 배치되지 않았다 |                                                      |
| 2016년 | 다낭시     | 당 티 레 항 (Đặng Thị Lệ Hằng)              | 3위 (2015년)                     | 배치되지 않았다 | 베스트 내셔널 코스튬(Best National Costume) (Top 12) |
| 2015년 | 하이퐁시   | 팜 흐엉 (Phạm Hương)                        | 우승자 (2015)                    | 배치되지 않았다 |                                                      |
| 2013년 | 호찌민시   | 마이 쯔엉 (May Trương)                      | —                                | 배치되지 않았다 |                                                      |
| 2012년 | 호찌민시   | 지엠 흐엉 (Diễm Hương)                      | —                                | 배치되지 않았다 |                                                      |
| 2011년 | 동나이성   | 부 호앙 미 (Vũ Hoàng My)                    | —                                | 배치되지 않았다 |                                                      |
| 2009년 | 호찌민시   | 보 호앙 옌 (Võ Hoàng Yến)                   | 2위 (2008년)                     | 배치되지 않았다 |                                                      |
| 2008년 | 타이빈성   | 투이 럼 (Thùy Lâm)                          | 우승자 (2008)                    | Top 15          | 베스트 내셔널 코스튬(Best National Costume) (Top 10) |
| 2005년 | 하노이시   | 팜 투항 (Phạm Thu Hằng)                     | —                                | 배치되지 않았다 |                                                      |
| 2004년 | 하이즈엉성 | 호앙 카인 응옥 (Hoàng Khánh Ngọc)           | —                                | 배치되지 않았다 | 베스트 캣워크 어워드 (Best Catwalk Award)            |

## 같이 보기
- 호앙투이
- 흐핸니네
- 미스 유니버스
- 미스 유니버스 라오스
- 미스 유니버스 캄보디아